# Wolfgang Maibohm
Wolfgang Maibohm   (Schwaan, 11 de juliol de 1951) és un exjugador de voleibol alemany que va competir sota bandera de la República Democràtica Alemanya durant la dècada de 1970.
El 1972 va prendre part en els Jocs Olímpics de Múnic, on guanyà la medalla de plata en la competició de voleibol. A nivell de clubs jugà al SC Traktor Schwerin, amb qui fou cinc vegades segon de la lliga de la RDA entre 1972 i 1976. El 1977 guanyà la lliga de la RDA, trencant el domini exercit pel SC Leipzig des de 1962.